# Melanophryniscus krauczuki
Melanophryniscus krauczuki es una especie de anfibios de la familia Bufonidae, descubierta y descripta por los investigadores argentinos Diego Baldo y Néstor Basso (2004), quienes la bautizaron en homenaje al destacado naturalista Ernesto Krauczuk.
Fue considerada, al principio, como endémica de Argentina (provincias de Misiones y, más tarde, Corrientes), pero luego fue hallada también en Paraguay.
Su hábitat natural son las praderas inundadas en algunas estaciones y a baja altitud.